# Madison Square Park Tower
La Madison Square Park Tower est un gratte-ciel résidentiel de 237 mètres construit en 2017 à New York aux États-Unis. 